# La Route bleue
La Route bleue est un récit de voyage de Kenneth White écrit et publié en français le 14 septembre 1983 aux éditions Grasset. Ce livre a reçu la même année le prix Médicis étranger.

## Éditions
- Éditions Grasset, 1983,  (ISBN 978-2-246-32221-4).